# Mușchi suboccipitali
Mușchii suboccipitali sunt un grup de mușchi mici, dar cruciali, localizați la baza craniului⁠(d) și a părții superioare a coloanei cervicale. Acești mușchi au un rol semnificativ în stabilizarea capului, coordonarea mișcărilor capului și gâtului și menținerea unei posturi optime. Mușchii suboccipitali sunt esențiali pentru desfășurarea unei varietăți de activități zilnice și sunt un subiect de studiu și interes în domenii precum anatomia, medicina, kinetoterapia și chiropractica.

## Anatomie
Mușchii suboccipitali sunt formați din patru perechi de mușchi situați în regiunea suboccipitală, chiar sub osul occipital al craniului și deasupra primelor două vertebre ale coloanei cervicale. Cei patru mușchi suboccipitali sunt următorii:
1. M. rectus capitis posterior major⁠(d): își are originea în procesul spinos al celei de-a doua vertebre cervicale (C2) și pătrunde în osul occipital. Funcția sa principală este de a ajuta la întinderea și rotirea capului.
2. M. rectus capitis posterior minor⁠(d): își are originea în arcul posterior al primei vertebre cervicale (C1) și pătrunde în osul occipital. Este implicat în întinderea capului și în flexia sa laterală.
3. M. obliquus capitis inferior⁠(d): își are originea în procesul spinos al celei de-a doua vertebre cervicale (C2) și se atașează de procesul transvers al primei vertebre cervicale (C1). Funcția sa este rotirea capului și flexia sa laterală.
4. M. obliquus capitis superior⁠(d): își are originea în procesul transvers al primei vertebre cervicale (C1) și pătrunde în osul occipital. Contribuie la rotirea capului și la flexia sa laterală.

### Funcții
Mușchii suboccipitali au mai multe funcții vitale:
1. Stabilizarea capului: acești mușchi joacă un rol critic în menținerea stabilității capului în coloana cervicală, contribuind la alinierea corespunzătoare a capului.
2. Mișcările precise ale capului: mușchii suboccipitali permit mișcări precise și controlate ale capului, inclusiv înclinarea, rotirea și întinderea capului.
3. Controlul posturii corpului: mușchii ajută la menținerea unei poziții verticale și la prevenirea existenței unei poziții înaintate a capului, o problemă comună asociată cu utilizarea prelungită a computerelor și a smartphone-urilor.
4. Coordonarea: acești mușchi contribuie, în coordonare cu alți mușchi ai gâtului și ai părții superioare a umerilor, la realizarea mai ușoară a unor mișcări diverse ale capului și gâtului, care sunt necesare activităților zilnice.

### Interacțiunea cu alte structuri anatomice
Mușchii suboccipitali au interacțiuni fiziologice cu mai multe structuri, cum ar fi artera vertebrală, fascia cervicală profundă⁠(d), puntea miodurală⁠(d), nervul C1, dura mater, membrana atlanto-occipitală posterioară⁠(d) și structuri vertebro-medulare, printre altele.

### Importanța clinică
Mușchii suboccipitali sunt susceptibili să fie supuși mai multor anomalii cum ar fi tensiunea excesivă, încordarea și disfuncția, care pot conduce la o varietate de simptome și afecțiuni precum:
1. Dureri de cap: tensiunea instalată în mușchii suboccipitali poate provoca dureri de cap de tip tensional și cefalee cervicogenă.
2. Dureri de gât: disfuncția acestor mușchi poate provoca dureri localizate la nivelul gâtului și disconfort cervical.
3. Deficiențe ale proeminenței capului și vertijul cervical: atrofia și anomaliile mușchilor suboccipitali pot provoca apariția vertijului și a unor deficiențe posturale.
4. Reducerea amplitudinii mișcării: mușchii suboccipitali inhibați pot limita mobilitatea capului și gâtului, provocând rigiditate și disconfort.
5. Probleme posturale: mușchii suboccipitali slabi sau dezechilibrați pot contribui la obținerea unei posturi deficiente, determinând în timp unele probleme muscularo-scheletice.

### Rolul mușchiului rectus capitis posterior minor
Cercetările asupra mușchiului minor rectus capitis posterior (RCPM) evidențiază marea importanță a acestuia în regiunea suboccipitală. Rezultatele cercetărilor anatomice sugerează că RCPM influențează direct biomecanica membranei dura mater datorită fibrelor sale care își au originea în membrana atlanto-occipitală posterioară⁠(d). RCMPM are o concentrație mare de fusuri musculare așa că rolul său fiziologic pare mai strâns legat de cel al unui monitor proprioceptiv, relaționat cu echilibrul și controlul durerii. Inflamația acestui mușchi provoacă o activitate reflexă în mușchii cervicali și ai maxilarului situați în apropiere, stabilind interacțiuni pato-fiziologice și/sau fiziologice între articulația temporo-mandibulară⁠(d) și mușchii suboccipitali. În plus, s-a demonstrat că leziunile, cum ar fi pleasna⁠(d) (whiplash), provoacă atrofia acestui mușchi, care este strâns legată de durerea cronică de gât și de scăderea echilibrului atunci când persoana stă în picioare. Integritatea RCPM poate fi evaluată direct prin imagistica prin rezonanță magnetică (RMN). Folosind tehnici de palpare, s-a constatat că persoanele cu RCPM atrofiat au de două ori mai multe deficiențe somatice cervicale decât subiecții analizați. În plus, s-a observat că mișcările coloanei cervicale au un impact benefic asupra îmbunătățirii echilibrului și reducerii vertijului. Specialiștii cercetează, de asemenea, eficacitatea antrenamentului pentru obținerea echilibrului și a diferitelor tehnici de tratare a țesuturilor moi.

## Tratament
Tratamentul problemelor mușchilor suboccipitali implică în general:
1. Fizioterapie: exerciții și întinderi specifice pentru întărirea și relaxarea acestor mușchi.
2. Terapia de inhibare și eliberare miofascială suboccipitală: aceste tehnici pot ajuta la eliberarea tensiunii din regiunea suboccipitală.
3. Tehnici de manevrare a coloanei vertebrale: aceste tehnici pot fi benefice în abordarea deficiențelor musculare suboccipitale și în îmbunătățirea mobilității gâtului.
4. Corectarea posturii: păstrarea unei poziții adecvate în timpul activităților zilnice poate reduce tensiunea din acești mușchi.
Mușchii suboccipitali îndeplinesc un rol crucial în obținerea unei funcționalități adecvate a capului și gâtului, a unei posturi corecte și a bunăstorii generale. Înțelegerea anatomiei și a funcționalității lor este esențială pentru specialiștii din domeniul sănătății și pentru persoanele care doresc să mențină un sistem musculo-scheletic sănătos și să atenueze afecțiunile comune regiunii suboccipitale. Îngrijirea adecvată și atenția acordată acestor mușchi pot contribui la atingerea unui confort și a unei calități mai mari a vieții.

## Imagini suplimentare

Poziția mușchilor suboccipitali. Animaţie
Imagine de aproape. Vedere de jos
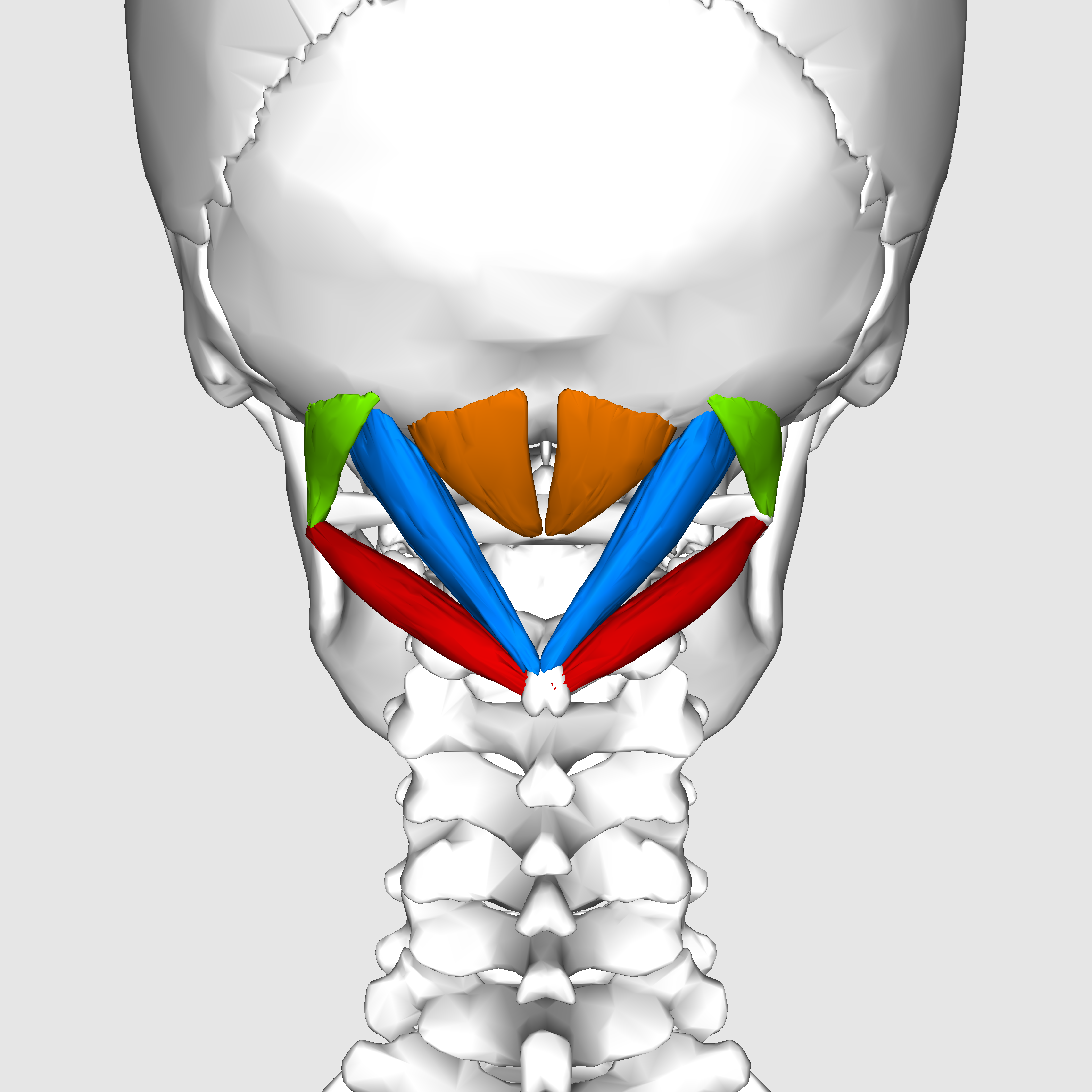
Imagine posterioară statică a celor 4 mușchi suboccipitali.